# ブラッド・ワナメイカー
ブラッドリー・ダニエル・ワナメイカー（Bradley Daniel Wanamaker、1989年7月25日 - ）は、アメリカ合衆国・ペンシルベニア州フィラデルフィア出身のバスケットボール選手。NBA・ワシントン・ウィザーズ所属。ポジションはポイントガード。

## 来歴

### NBA以前
ピッツバーグ大学で4年間プレーした後、2011年のNBAドラフトで指名が無かったため、2018年までユーロリーグなどの海外のチームでプレーした。

### ボストン・セルティックス
2018年7月2日にボストン・セルティックスと1年契約を結んだ。10月16日のフィラデルフィア・セブンティシクサーズ戦でNBAデビューを果たした。この年のオフにFAとなったが、セルティックスと再び1年契約を結んだ。

### ゴールデンステート・ウォリアーズ
2020年11月24日にゴールデンステート・ウォリアーズと1年225万ドルで契約した。

### シャーロット・ホーネッツ
2021年3月25日にドラフト2巡目指名権とのトレードでシャーロット・ホーネッツへ移籍した。

### インディアナ・ペイサーズ
2021-22シーズンはインディアナ・ペイサーズに所属していたが、2021年12月27日の解雇された。

### ワシントン・ウィザーズ
2021年12月30日、ワシントン・ウィザーズと10日間契約を結んだ。

## NBA個人成績

### レギュラーシーズン
| シーズン  | チーム    | GP  | GS | MPG  | FG%  | 3P%  | FT%  | RPG | APG | SPG | BPG | PPG |
| --------- | --------- | --- | -- | ---- | ---- | ---- | ---- | --- | --- | --- | --- | --- |
| 2018–19   | BOS       | 36  | 0  | 9.5  | .476 | .410 | .857 | 1.1 | 1.6 | .3  | .1  | 3.9 |
| 2019–20   | BOS       | 71  | 1  | 19.3 | .448 | .363 | .926 | 2.0 | 2.5 | .9  | .2  | 6.9 |
| 2020–21   | GSW       | 39  | 0  | 16.0 | .353 | .213 | .893 | 1.7 | 2.5 | .7  | .2  | 4.7 |
| 通算：3年 | 通算：3年 | 146 | 1  | 16.0 | .427 | .327 | .909 | 1.7 | 2.3 | .7  | .2  | 5.6 |

### プレーオフ
| シーズン  | チーム    | GP | GS | MPG  | FG%  | 3P%   | FT%  | RPG | APG | SPG | BPG | PPG |
| --------- | --------- | -- | -- | ---- | ---- | ----- | ---- | --- | --- | --- | --- | --- |
| 2019      | BOS       | 4  | 0  | 4.3  | .429 | 1.000 | .750 | .3  | .8  | .3  | .0  | 2.5 |
| 2020      | BOS       | 17 | 0  | 16.1 | .483 | .444  | .875 | 2.0 | 1.8 | .7  | .2  | 4.9 |
| 出場：2回 | 出場：2回 | 21 | 0  | 13.8 | .478 | .464  | .850 | 1.7 | 1.6 | .6  | .2  | 4.5 |